# Nicolai Frederik Severin Grundtvig
Nicolai Frederik Severin Grundtvig (Udby, 8 settembre 1783 – Copenaghen, 2 settembre 1872) è stato un poeta, storico, pedagogo, politico e riformatore danese.

## Biografia e opere
Gundtvig dominò tre campi della tradizione culturale danese: la poesia, salmodica, patriottica, e popolare, la storia e la pedagogia con molte interferenze politico-sociali.
Lo spirito romantico e gli interessi mitologici culminano nell'opera Nordens Mythologi (Mitologia nordica, 1808), mentre appartengono al genere drammatico Optrin af Kjæmpelivets Undergang i Norden (Scene del tramonto della vita eroica nel Nord, 1809) e Optrin af Norners og Asers Kamp (Scene di lotta delle Norne e degli Asi, 1811).
In Kort Begreb af Verdens Krønike (Breve concezione di cronaca del mondo, 1812), opera che scatenò molte critiche, Gundtvig vuole dimostrare come tutta la storia sia segnata dallo spirito di Cristo. Il duro attacco a un professore di teologia in Kirkens Gienmæle (La replica della Chiesa, 1825) costò a Gundvig, a partire dal 1826, un lungo periodo di censura. Dagli anni 1833-43 è Haandbog i Verdens-Historie (Manuale di storia mondiale, I-III), che sembrava riportare suggestioni vichiane.
Il capolavoro di Gundtvig è Sang-Værk til den danske Kirke (Salmi per la Chiesa Danese, 1837), dove egli parla di Dio, a differenza dei vecchi salmi, come un padre affettuoso: di qui si spiega la definizione di cristianesimo lieto data al cosiddetto grundtvigianesimo.
La raccolta di liriche Nordiske Smaadigte (Piccoli componimenti nordici, 1838) è ricca di toni razionalistici e popolareggianti, nonché di immagini figurate. Negli scritti successivi egli affronta il problema dell'istruzione delle classi più umili.
Del 1871 è lo scritto di storia ecclesiastica danese Kirke-Speil (Specchio della Chiesa).